# Arto Bryggare
Arto Bryggare, född 26 mars 1958 i Kouvola, är en tidigare finländsk friidrottare (häcklöpare) och senare politiker.
Bryggare slog igenom som friidrottare vid EM 1978 där han vann brons. Totalt blev det medaljer i tre raka EM. Vid VM på hemmaplan i Helsingfors 1983 slutade han tvåa. Vid OS 1984 noterade Bryggare karriärens bästa resultat i försöken - 13,35. I finalen slutade han på tredje plats. Hans 13.35 var länge nordiskt rekord. Det tangerades 2001 av Robert Kronberg och slogs slutligen 2021 av Elmo Lakka (13,31).
Från 1995 till 1999 och 2003 till 2007 var Bryggare ledamot av Finlands riksdag för Finlands socialdemokratiska parti.